# 마체스어

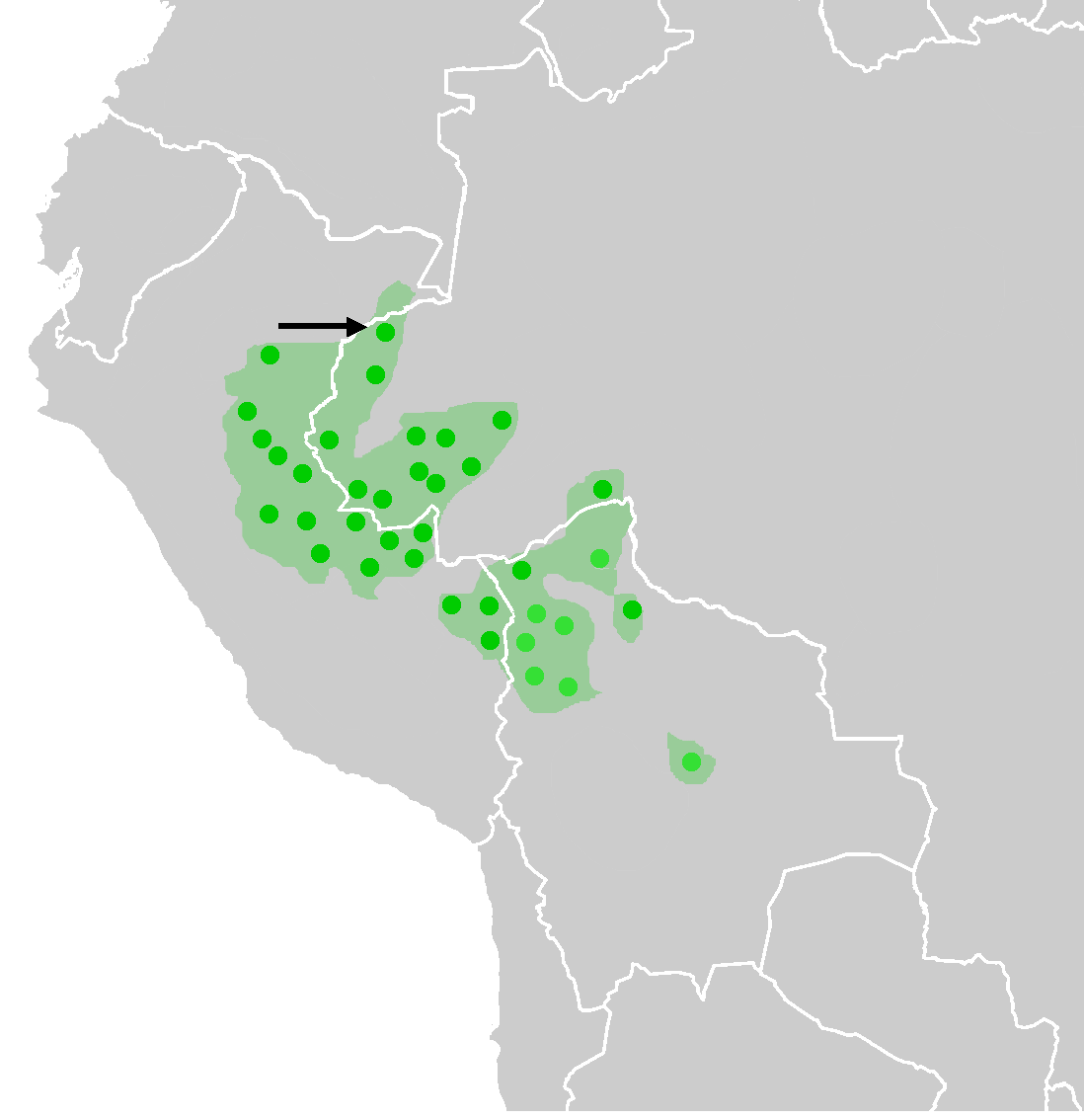

마체스어(Matsés)는 브라질-페루 국경 지대에서 사용되는 토착 언어이다. 마체스인들이 사용한다. 브라질에서는 마체스인과 마체스어를 마요루나인, 마요루나어(Mayoruna)라고도 부르는데, 이것은 케추아어로 '강'을 나타내는 mayu와 '사람들'을 나타내는 runa가 합쳐진 말이다. 페루에서는 마체스라는 이름을 주로 사용한다. 본 문서에서는 주로 페루에서 사용되는 마체스어에 대해 기술한다.

## 음운론

### 개관
마체스어에서는 21개의 분절음이 변별된다. 15개의 자음과 6개의 모음이 있다. 자음에는 전동음, 설측음이 없고 모음에는 원순모음이 없다. 음절 유형은 모두 (C)(V)V(V)(C)를 따르며 CV, CVC, CVV, CVVC가 가장 많다. 모음 연쇄는 많으나 음절 내에서 자음군은 발견되지 않는다. 음절 말에서 자음의 분포는 상당히 제한된다.
강세 또한 변별적이다. 강세는 모음의 장단과 음높이를 바꾼다. 모음의 장단은 강세와 독립적으로 변별되지는 않는다.
음성상징적 동사 어근은 마체스어에서 음운적, 문법적으로 특이한 행동을 보인다. 의성어로 된 동물 이름에 반복되는 음절이 포함되는 경우 또한 특이한 음운적 특징을 보인다.
규칙적 형태음운적 과정에는 마찰음의 조음위치 동화, 이중모음 및 활음 형성, 모음 삽입과 강세 이동/재할당, 모음조화, 분절음 탈락 등이 있으며, 어간 모음 전환(ablaut) 또한 산발적으로 일어난다. 중첩 또한 생산적이며, 중첩은 음운적으로 독립된 두 개의 인접 요소로 구성된 하나의 문법적 단어를 생성한다. 마체스어의 문법적 단어는 음운적 단어와 늘 같지는 않다.

### 분절음
페루 마체스인들은 SIL의 음운적 정서법을 사용한다. 아래 표에서는 음소를 나타내는 IPA 기호 오른쪽에 SIL 정서법에서 쓰이는 기호를 화살괄호 안에 제시한다. 이 문서의 형태론, 통사론 문단에서는 SIL 정서법에 따라 마체스어 자료를 제시한다.
| 자음   | 순음  | 치경음 | 권설음  | 경구개음 | 연구개음 | 성문음 |
| ------ | ----- | ------ | ------- | -------- | -------- | ------ |
| 폐쇄음 | p b   | t d    |         |          | k ⟨c/qu⟩ | (ʔ)    |
| 마찰음 |       | s      | ʂ ⟨sh⟩  | ʃ ⟨sh⟩   |          |        |
| 파찰음 |       | ts     | tʂ ⟨ch⟩ | tʃ ⟨ch⟩  |          |        |
| 비음   | m     | n      |         |          | (ŋ)      |        |
| 접근음 | w ⟨u⟩ |        |         | j ⟨y⟩    |          |        |
| 탄음   |       |        | (ɾ)     |          |          |        |

- 유음 음소는 없다. 권설 탄음은 /d/의 변이음이다.
- 파열음
  - 파열음에서는 연구개음만이 유성음 음소가 없다. 순음과 치경음에서는 유성음 음소가 나타나므로 마체스어의 파열음 체계는 불균형하다고 볼 수 있다. [g]는 /k/의 변이음으로도 나타나지 않는다.
  - /p/와 /t/는 음절 초에만 나타나며, 약간의 기식성이 들리기도 한다.[5]
  - /b/는 일부 환경에서 조음점의 폐쇄가 완전하지 않아 마찰 소음이 들리는 경우가 많다. 일부 SIL 선교사들은 모음 사이의 /b/를 모두 [β]로 적기도 했다. 그러나 도구를 사용한 분석에 따르면 모음 사이의 /b/는 접근음 [w]와 같이 실현되는 경우가 더 많다.[5]
  - /d/는 모음 사이에서 권설 탄음으로, 음절말에서 불파음으로 실현된다. 음절초에서는 영어나 스페인어의 [d]보다 더 뒤에서 발음된다. 이러한 특징은 마체스인들의 스페인어 발화에서도 드러난다.[6]
  - /k/는 음절말에서 성문 파열음으로 실현된다. 성문 파열음은 변별적이지만 일부 형태소에서는 어말 성문파열음 유무의 자유변이가 나타나기도 한다.[6]
  - 한 단어 내에서 연속해서 나타날 수 있는 파열음은 /k/뿐이다. /kk/는 성문 파열음과 [k]의 연쇄로 나타나며, 이때 성문 파열음과 [k]는 각각 다른 음절에 속한다 ([-ʔ.k-]). /kk/는 형태소 내적으로 나타날 수도 있고 형태소 경계에서 나타날 수도 있다. 일부 화자들은 (음절 경계, 형태소 경계의) /dd/와 같은 연쇄를 허용하지만 대부분의 화자는 유성성 이화(dissimilation)를 시킨다 (/-dd-/ → /-dt-/).
- 비음
  - [m]과 [n]은 음절초에서 대립한다. 이러한 대립은 단어 초두에서와 단어 중간에서 모두 나타나지만, (최소한 느린 발화에서는) 단어 말 (또는 음절말)에서는 [n]만이 나타난다.[7]
  - /n/은 (다음 음절의 초두에 나오는) 폐쇄음 앞에서 해당 폐쇄음과 같은 조음점으로 역행동화한다. 음절말에서 [m]과 [n]의 대립은 중화되지만 몇 가지 이유로 음절말 비음의 기저형을 /n/으로 간주할 수 있다. SIL의 정서법에서는 /-n.p-/ 연쇄를 ⟨-mp-⟩로 적는데, 마체스인들은 이 자리에서 ⟨-np-⟩와 같은 철자법의 '오류'를 자주 범한다. [n]은 이중 자음(geminate)으로 나타날 수 있으나 [m]의 앞에서 순음화하지는 않는다. 또, 모음으로 시작하는 접미사 앞에서는 [n]만이 나타난다. 반면 [m]은 이중자음으로 나타나지도 않고, [n]의 앞에 출현하지도 않으며, 모음으로 시작하는 접미사 앞에 나타나지도 않는다. 이렇게 음절말에서 자음 분포가 제한되는 현상은 파열음에서도 나타난다. 양순 파열음은 음절말에서 나타나지 않는다.[8]
  - 비음을 뒤따르는 무성 자음은 유성음화하지 않는다.[9]
  - 일부 연구자들은 마체스어를 포함한 파노어족 언어들에 대해서 음절말의 비음 자음이 선행 모음 및 반모음의 비음화로 실현된다고 보았으나, Fleck (2003: 79)에 따르면 최소한 느린 발화에서는 이러한 예가 관찰되지 않았고 빠른 발화에서 비음이 완전히 발음되지 않는 경우가 일부 있었다. 다만 선행 모음에서 예기적 비음화(anticipatory nasalization)는 나타났다.
- 마찰음
  - 마찰음은 /s/, /ʂ/, /ʃ/가 있다. 이들은 언제나 무성음으로 실현되며 대응되는 유성음은 없다.[10]
  - /ʂ/는 주로 설첨-치경 권설음으로 발음되지만, 일부 화자들은 혀를 뒤로 굽히는 대신 한쪽 소구치의 안쪽 면에 혀를 갖다대서 유사한 소리를 내는 것으로 보인다.[11]
  - 마체스인들은 /ʂ/와 /ʃ/를 문제없이 구분한다. 마체스인들의 설명에 따르면 /ʃ/는 주로 현지에서 쓰이는 스페인어의 /ʃ/와 비슷하게 들리고 /ʂ/는 마체스인들이 아는 바에 따르면 마요루나 언어들에서만 나타나는 소리이다.[11]
  - /ʂ/와 /ʃ/의 분포는 편향되어 있기 때문에 언뜻 상보적인 듯 보이기도 한다. 주로 /ʃ/는 /i/, /j/를 포함한 음절에서 나타나고 /ʂ/는 그 밖의 환경에서 나타난다. 그러나 /ʃ/가 /_a/, /a_/, /e_/ 등의 환경에서 /ʂ/와 변별되는 예들이 있다. 또 [iʂ], [jʂ] 등의 연쇄가 형태소 내적으로는 나타나지 않으나 형태소 경계에서는 나타나는 사례가 확인된다. /ʃ/와 /i/ 사이의 통계적 연관성은 역사적인 이유에 의한 것이거나 새로운 음성적 패턴을 나타내는 것일 수 있다. SIL의 정서법에서는 두 음소를 구분하지 않고 ⟨sh⟩로 적는다.[12]
  - 마찰음은 이중 자음으로 나타날 수 있다. 물론 이 때 두 자음은 각각 다른 음절에 속한다. 형태소 내에서 이러한 예는 발견되지 않는다.[13]
- 접근음 /w/는 원순성이 없다. 그러나 SIL의 음운적 정서법에서는 ⟨u⟩로 적는다. 모음에서도 원순 모음이 없으므로 마체스어의 분절음에는 원순음이 없다.[14]

|                 | 전설    | 중설  | 후설    |
| --------------- | ------- | ----- | ------- |
| 폐모음 (고모음) | i       | ɨ ⟨ë⟩ | [ɯ] ⟨u⟩ |
| 중모음          | e~ɛ ⟨e⟩ |       | [ɤ] ⟨o⟩ |
| 개모음 (저모음) |         | a     |         |

- 마체스어의 모음 체계에는 원순모음이 없다. 두 개의 후설모음은 각각 [ɤ], [ɯ] 이지만 관행적으로 [u], [o]로 전사한다.[15]
- /e/는 선후행 자음에 따라 [ɛ]~[e] 사이의 연속적인 긴장성 차이를 보인다.[16]
  - 음절 유형애 따라 /Cek/, /Ced/, /nek/, /ned/, /Ceʂ/, /Ceʃ/, /Ces/, /neʂ/, /neʃ/, /nes/, /Cen/, /nen/, /CV/, /nV/ 순서로 앞에 제시된 음절 유형에 가까울수록 모음이 [ɛ]에 가깝게 실현되고 뒤에 제시된 음절 유형에 가까울수록 모음이 [e]에 가깝게 실현된다 (폐음절 ~ 개음절). C는 /n/을 제외한 임의의 자음을 나타낸다.[16]
  - [e]와 [ɛ]가 대립하는 최소대립쌍 [tjɛd] '화전(火田)' vs. [tjed] '잘린 것'이 있으나, 이 때 [tjed]라는 어형('잘린 것')은 사실 3중모음의 하향 활음과 선행 모음을 축약시키는 수의적 규칙에 의해서 만들어진 것이다. 이 단어의 실제 기저형은 /tiaid/이며, 해당 규칙이 적용되지 않은 또다른 자유변이형은 [tjajd]이다. 따라서 마체스어에서 /ɛ/를 별개 음소로 인정하기에는 무리가 있다.[16]
- /e/ 외의 다른 5개 모음에서도 (특히 /ɤ/⟨o⟩에서) /e/와 유사하게 개음절에서 더 긴장성이 나타나고 /k/로 끝나는 음절에서 더 이완성이 나타나는 경향이 있다. 그러나 이들 모음에서 나타나는 이러한 변이는 상당히 미묘하다.[16]
- SIL의 선교사들은 /u/와 /o/를 혼동하여 둘 다 ⟨o⟩로 적는 일이 많았고, 최근에도 상당수의 /u/를 ⟨o⟩로 적고 있다. 실제로 강세가 없고 어두가 아닌 자리에 나타나는 (즉 주로 3번째 음절) 개음절에서는 /u/와 /o/ 사이에서 일종의 사회언어학적 변이가 관찰된다. 그러나 대부분의 경우 두 음소는 변별된다.[17]
- /ɨ/와 /ɯ/ 또한 대부분은 확연히 대립되지만 다음과 같은 소수의 단어에서 사회언어학적 변이가 관찰되기도 한다.[18]
  - [ɨ.bí] ~ [ɯ.bí] 1인칭 절대격[18]
  - [ɨm.bí] ~[ɯm.bí] 1인칭 능격[18]
  - [ɨ.mɯ́] ~ [ɯ.mɯ́] 'grue (푸르다, green+blue)'[18]
  - 이상의 세 단어들에서는 /ɨ/로 발음되는 어형이 더 오래된 형태이다. 그러나 /ɨ/ ~ /ɯ/ 변이가 나타나는 단어에서 모두 그런 것은 아니다.[18]

### 강세와 장단
마체스어의 음운론적 단어에서는 왼쪽에서부터 세서 모든 홀수 번째 음절이 강세를 받거나 모든 짝수 번째 음절이 강세를 받는다. 이러한 짝수 vs 홀수 강세 패턴은 모든 어근에 대해서 어휘적으로 결정된다 (다만 형태음운적 과정을 통해 바뀔 수는 있다). 동일한 분절음 연쇄로 이루어진 단어들이 홀수 번째 음절 강세(아래 표의 왼쪽 예시들) vs 짝수 번째 음절 강세(아래 표의 오른쪽 예시들)로 대립할 수 있다.
| 홀수 음절 강세               | 짝수 음절 강세                         |
| ---------------------------- | -------------------------------------- |
| [kwɨ́.ɾɨn] '질책하다'         | [kwɨ.ɾɨ́n] '노래하다, 소리치다'         |
| [á.bi] '현재, 지금도'        | [a.bí] 4인칭 절대격                    |
| [tʃú.wa] '뜨거워지다'        | [tʃu.wá] '놓치다(miss)'                |
| [kwɨ́.noʃ] '그가 그를 불렀다' | [kwɨ.nóʃ] '그는 그것을 날카롭게 했다'  |
| [tsí.sem.bó] '매끈한 손잡이' | [tsi.sém.bo] '긴코너구리 (true coati)' |

Fleck (2003)에서 찾은 강세 최소대립쌍은 매우 적지만, 형태소끼리의 대립, 복합적인 단어끼리의 대립, 단형태소 어근과 다형태소 단어 간의 대립 등이 발견되었다. 짝수 번째 음절 강세를 지닌 어근이나 단어가 홀수 번째 음절 강세를 지닌 어근이나 단어보다 3~4배 정도 더 많다.
모음의 장단은 주로 강세에 따라 예측 가능하기 때문에 실질적으로 변별적이지 않다. 강세 음절의 모음이 장음이 된다. 그러나 접두사 부착(prefixation)에 의해 형태소 경계의 인접한 동일 모음의 연쇄가 하나의 모음으로 축약될 때 (형태음운론 참조), 매우 느린 발화에서는 장단이 변별되는 사례가 하나 관찰되었다. 그러나 이러한 주변적 대립조차 Fleck (2003)의 자료에서는 하나밖에 관찰되지 않았다.
| 빠른 발화 | 느린 발화     |                            |
| --------- | ------------- | -------------------------- |
| a. [tɨʂ]  | [tɨ:ʂ]        | '목의 붓기(neck swelling)' |
| b. [tɨʂ]  | [tɨʂ]/*[tɨ:ʂ] | '조각을 뽑아내다'          |

(특히 단음절 단어에서) 강조를 위해 모음을 장음화시키기도 하지만 이는 강조를 위한 것이고 문법적인 의미는 없다. 간투사(interjection)는 규칙적으로 모음이 장음화되어 발음된다.

### 음절말 자음의 제한된 분포
Fleck (2003), 112쪽

### 자음군
마체스어의 활음(glide)은 모두 음운론적으로 모음으로 볼 수 있다. 마체스어의 자음군은 항상 두 개의 자음으로만 되어 있으며, 어두/음절초 또는 어말/음절말의 자음군은 존재하지 않는다. 모든 자음군은 두 음절에 걸쳐 나타난다(heterosyllabic). 자음군의 첫 자음은 항상 음절말에 출현할 수 있는 6개의 자음 /k/, /d/, /n/, /s/, /ʂ/, /ʃ/ 중 하나이다. 즉, 순음, 파찰음, 접근음, 그리고 /t/로 시작하는 자음군은 존재하지 않는다.
아래 표는 마체스어에서 나타나는 자음군의 음성적 실현형을 나타낸 것이다. 세로줄에 첫 자음, 가로줄에 두 번째 자음의 음운적 형태를 각각 나타내었다. 형태음운론적 과정을 통해 나타나는 자음군은 굵은 글씨로 표시하였다.
|     | /p/ | /t/ | /k/ | /b/ | /d/ | /n/ | /m/ | /s/ | /ʂ/ | /ʃ/ | /ts/ | /tʂ/ | /tʃ/ | /w/ | /j/ |
| /k/ | ʔ.p | ʔ.t | ʔ.k | ʔ.b | ʔ.t | ʔ.n | ʔ.m | ʔ.s | ʔ.ʂ | ʔ.ʃ | ʔ.ts | ʔ.tʂ | ʔ.tʃ | .kw | .kj |
| /d/ | d.p | d.t | d.k | d.b | d.t | d.n | d.m | s.s | ʂ.ʂ | ʃ.ʃ | d.ts | d.tʂ | d.tʃ | .dw | .ɾj |
| /n/ | m.p | n.t | ŋ.k | m.b | n.d | n.n | n.m | n.s | n.ʂ | n.ʃ | n.ts | n.tʂ | n.tʃ | .nw | .nj |
| /s/ | s.p | s.t | s.k | s.b | s.t | s.n | s.m | s.s | s.s | ?   | s.ts | s.tʂ | s.tʃ | .sw | .sj |
| /ʂ/ | ʂ.p | ʂ.t | ʂ.k | ʂ.b | ʂ.t | ʂ.n | ʂ.m | s.s | ʂ.ʂ | ʃ.ʃ | ʂ.ts | ʂ.tʂ | ʂ.tʃ | .ʂw | .ʂj |
| /ʃ/ | ʃ.p | ʃ.t | ʃ.k | ʃ.b | ʃ.t | ʃ.n | ʃ.m | s.s | ʃ.ʃ | ʃ.ʃ | ʃ.ts | ʃ.tʂ | ʃ.tʃ | .ʃw | .ʃj |

- /j/와 /w/는 음절초에서만 자음으로 간주되므로 마지막 두 세로줄의 /w/와 /j/를 포함하는 '자음군'은 실제로는 자음군이 아니다.[22]
- /sʃ/ 자음군은 발견되지 않았다. 이에 대해서는 후술한다.[22]
- 한 음절 내에서 자음군이 나타날 수 없고 음절말에 나타날 수 있는 자음의 종류는 한정되어 있는 만큼 대부분의 자음은 연속하여 나타나지 않는다.[22]
- 자음군 유형마다 형태소 경계에서만 나타나는지 혹은 한 형태소 안에서 나타날 수 있는지의 여부가 상이하다.[22]
- /d/를 포함하는 자음군이나 동화된 마찰음군 등 일부 형태음운론적으로 도출된 자음군은 발화속도나 빈도 또는 사회언어학적 변인에 의해 형태소 경계에서 다르게 (원래 음소의 독립 실현형과 가깝게) 나타나기도 한다. 이에 대해서는 후술한다.[22]
- /ts/, /tʂ/, /tʃ/ 등이 자음군에 나타날 수 있다는 것은 이들이 파열음과 마찰음의 연쇄가 아니라 하나의 파찰음 음소라는 점을 시사한다.[22]

### 형태음운론
마찰음과 /d/의 조음 위치 동화
마찰음의 조음위치 동화는 발화속도, 빈도, 개별 화자 등 다양한 변인에 의한 변이를 보이며 따라서 엄격한 규칙이라기보다는 일반적 경향성에 가깝다.
- /s/의 앞뒤에 다른 마찰음이 오면 /s/로 동화된다.[23]
- /ʂ/의 앞뒤에 다른 마찰음이 오면 /ʂ/는 그 마찰음으로 동화된다.[23]
- Fleck (2003)에서 /s/ + /ʃ/, /ʃ/ + /ʃ/의 조합은 관찰되지 않았다. 새로운 접사나 접어가 발견되지 않는 이상 해당 조합은 관찰하기 어려울 것이다.[23]
- /d/가 마찰음 앞에 나타나면 /d/는 해당 마찰음으로 (역행)동화될 수 있지만 마찰음이 /d/로 동화되지는 않는다.[24]
  - 일상 발화에서 이하의 어형들은 구분되지 않는다. 단 느리고 주의깊은 발화에서는 구분될 수 있다.[25]

| [tʂuʂ.ʂún] '~와 성관계를 갖고 나서' |  | [tʂuʂ.ʂún] '머리카락을 그슬리고 나서' |
| ⟨tʂud-ʂun⟩                          |  | ⟨tʂuʂ-ʂun⟩                            |
| copulate-after:S/A>A                |  | singe-after:S/A>                      |

| [kwɨʂ.ʂó] '부를 때' |  | [kwɨʂ.ʂó] '(목재를) 자를 때' |
| ⟨kwɨd-ʂo⟩           |  | ⟨kwɨʂ-ʂo⟩                    |
| call-when:S/A/O>O   |  | split-when:S/A/O>O           |

- - 마체스인들에게 이상의 발화를 받아적도록 요청했을 때 마체스인들은 마찰음 동화와 /d/의 동화를 매우 다르게 적었다. SIL 정서법에서는 두 가지 동화에서 모두 마찰음 하나 또는 /d/를 생략하도록 하고 있으나, 마체스 화자들은 이상의 표에서 오른쪽에 제시된 어형들에 대해서는 이중 마찰음을 썼고 왼쪽에 제시된 어형들에 대해서는 이중 마찰음이 아니라 /d/를 썼다. 이들은 늘 왼쪽의 어형들에 대해서 자신들이 /d/를 발음하고 있다고 주장하였다. 그러나 이상의 표에 제시된 단어 쌍을 들을 때는 차이를 감지하지 못하였다. 따라서 이러한 어형들에 대해 음향적으로는 이중 마찰음이라고 기술하는 것이 가장 정확하겠으나, /d/의 동화와 마찰음의 동화에서 조음적 또는 심리적인 차이가 있을지도 모른다. (cf. Sapir 1949)[25]

- 이상의 내용을 다음과 같은 위계 구도를 통해 정리할 수 있다. 다만 /d/가 마찰음의 뒤에 나타날 때는 이러한 위계가 영향을 미치지 않는다.[24]
  - s >  ʃ > ʂ > d[24]

동일 모음 연쇄의 축약
형태소 경계에서 동일한 모음이 만나면 여러 음절에 거친 모음의 연쇄가 되거나 음운론적으로 장모음이 만들어지거나 하지 않고, 두 모음이 하나의 모음으로 축약된다. 접미사나 전접어가 부착되는 경우는 완전히 하나의 모음으로 줄어든다. 아래 표의 두 번째 예시(b)에서와 같이 합성된 강세음절의 모음 길이는 단순한 강세음절의 모음 길이보다 길지 않고, 아래 표의 세 번째 예시(c)에서와 같이 비강세음절에서는 모음의 장음화가 전혀 일어나지 않는다.
| a.          | b.                | c.                   |
| ----------- | ----------------- | -------------------- |
| [tʃoʂ]      | [am.pás.kaʔ]      | [bɨ.ká.ɾon.dáʂ       |
| tʃo-o-ʂ     | anpáska-ak        | bɨkádo-onda-ʂ        |
| come-PST-3  | drip-INFER        | open-DIST.PST-3      |
| '그가 왔다' | '그것이 떨어졌다' | '그가 그것을 열었다' |

## 형태론

### 개관
접사와 접어
마체스어의 의존 형태소에는 접미사, 접두사, 전접어가 있으나, 접사와 접어의 구분은 마체스어 내에서는 그다지 유용하지 않다. 접미사는 특정 어휘 범주에만 부착되고 작용역(domain)이 하나의 단어이지만 전접어는 선행 어근의 어휘 범주와 관계없이 부착되고 작용역이 한 단어 이상일 수 있다. 그러나 실제로 마체스어에서 접미사와 전접어가 대립하는 환경은 발견되지 않는다. 마체스어에서는 어근 뒤의 의존형태소가 모두 구(phrase)를 작용역으로 갖지만, 동사는 여러 개의 단어로 구성된 구를 형성하지 않기 때문에 (부정 구문은 조동사를 포함하므로 주변적이다), 동사에 붙는 접미사는 실질적으로 작용역이 한 단어이다. 이러한 동사 어근 뒤의 형태소들은 또한 주로 동사에서만 나타난다. 형용사와 부사는 여러 단어로 구성되는 구를 형성하는 일이 거의 없으며, 형용사와 부사 어근 뒤에 부착되는 의존형태소는 명사나 후치사 뒤에도 등장하고 이 경우는 주로 구를 작용역으로 갖는다. 따라서 마체스어에서는 동사 어근 뒤의 형태소는 전형적인 접미사처럼 행동하고 명사, 형용사, 부사, 후치사 어근 뒤의 형태소는 전형적인 전접어처럼 행동한다고 볼 수 있다. 이 문서에서는 Fleck(2003)을 따라 동사 형태론에서는 접미사라는 용어를 사용하고 나머지 경우에는 전접어라는 용어를 사용하겠다. (다만 1인칭 대명사 전접어는 동사에서도 나타난다.) 이들을 전부 전접어라고 부르더라도 작용역이 대립하는 경우가 없으므로 실질적으로 문제는 되지 않을 것이다. 한편 접두사는 항상 한 단어의 작용역만을 가지나 여섯 개의 어휘범주 모두에서 나타난다는 접에서 다소 접어와 같은 성질을 띠기도 한다. 이상과 같이 접어와 접사의 구분이 마체스어 내에서는 크게 의미가 없으므로 본 문서에서는 Fleck(2003)을 따라 접미사와 전접어를 모두 대시 표시를 통해 나타낼 것이다. 한편 어근은 굴절 없이는 나타나지 않는 어근이라 하더라도 대시 표시 없이 나타낸다.

### 명사 형태론
개관
마체스어의 명사 범주에는 최소한 2000개 이상의 어휘 요소가 속하고, 명사화 과정이 생산적이며, 신조어나 차용어가 계속적으로 발생하고 있다. 명사에는 접두사나 전접어가 붙을 수 있고, 접어는 명사구의 마지막 요소에 부착된다. 명사의 중첩형은 형용사가 된다. 어떤 어근을 명사로 범주화하는 기준은 의미적인 것이 아니지만, 명사 어근은 주로 시간-안정적인 개념을 나타내므로 시간-불안정적인 개념을 나타내는 동사와 의미적으로 대립된다. 동사로부터 명사화되는 명사 어간은 동사 어근을 포함하고 있다. 동사를 명사로 만드는 형태소에서는 보통 명사화된 단어가 어떤 참여자(행위주나 도구 등)를 나타내는지 명시하고 있다. 그러나 행위 명사화에는 그러한 명시가 없으며 따라서 어떤 문법 과정에서는 명사로 취급되지 않기도 한다. 명사에만 특정적으로 (그러나 명사 내에서는 상당히 일반적으로) 부착되는 의존형태소(전접어)에는 명사화 요소, 크기 전접어 (-mpi '작은', -dapa '큰'), 복수 전접어 -bo, 격 표시 전접어 -n '능격, 도구격, 속격' 등과 같은 것들이 있다. 명사에 특정적으로 나타나지만 명사 내에서도 한정된 생산성을 보이는 요소들도 있다. 친족어에만 붙는 범주 확장 전접어 -ado와 대명사에만 붙는 -ben '혼자' 등인데, 이들에 대해서는 후술한다.
명사구 전접어는 어휘 범주와 관계없이 명사구의 마지막 요소에 부착된다. 예를 들어 명사와 형용사로 구성된 명사구가 있고 거기에 명사구 전접어가 붙는 경우 (b)와 같이 형용사 뒤에 붙는다. 그러나 핵어 명사가 없을 경우, 즉 형용사가 명사구의 구성 요소가 아닌 경우는 (c)에서 볼 수 있듯이 이러한 접어 부착이 불가능하다.
| a.        | b.             | c.               |
| --------- | -------------- | ---------------- |
| opa-mpi   | opa piu-mpi    | *piu-mpi         |
| 개-작다   | 개 빨갛다-작다 | 빨갛다-작다      |
| '작은 개' | '작은 빨간 개' | ('작은 빨간 것') |

통사적으로 명사만이 핵심 논항(A/S/O)이나 후치사의 목적어로 등장할 수 있다. 계사 구문에서는 명사만이 ne라는 계사를 취하며, 형용사나 부사는 ic라는 계사를 취한다.
친족어
Fleck (2003) 234-239쪽
대명사
마체스어의 대명사는 인칭대명사, 의문대명사, 부정대명사, 지시대명사로 나뉘며, 각 대명사는 격에 따라 세 개의 어형(절대격, 능격/도구격, 속격)을 갖는다. 대명사는 여타 마체스어 명사와 마찬가지로 수, 성, 사회적 지위, 화행 참여자들 간의 개인적 관계 등에 따라 구분되지 않는다. 인칭대명사는 1, 2, 3, 4인칭을 구분하는데 이 때 4인칭은 공지시적 3인칭이다(후술). 또 1인칭 (청자) 포함 어형과, 고어적이지만 두 가지의 2인칭 복수형이 존재한다. 의문대명사와 부정대명사에서는 인간과 비인간의 구분이 있고, 지시대명사에서는 1인칭과 2인칭을 기준으로 근칭과 원칭의 구분이 있다. (마체스어에서 일부 직시 부사는 보이는 것과 보이지 않는 것을 구분하는데, 대명사에서는 그러한 구분이 나타나지 않는다.)
|            |                      | 절대격    | 능격        | 도구격      | 속격        | 피소유형 |
| ---------- | -------------------- | --------- | ----------- | ----------- | ----------- | -------- |
| 인칭대명사 | 1인칭 (독립형)       | ubi       | umbi        | -           | cun         | -        |
| 인칭대명사 | 1인칭 (접어형)       | -bi/-i    | -mbi        | -           | -           | -        |
| 인칭대명사 | 2인칭                | mibi      | mimbi       | -           | min         | -        |
| 인칭대명사 | 1+2 (1인칭 청자포함) | nuqui     | nuqui       | -           | nuquin      | -        |
| 인칭대명사 | 2인칭 복수           | mitso     | mitso       | -           | mitson      | -        |
| 인칭대명사 | 2인칭 복수           | miqui     | miqui       | -           | ?miquin     | -        |
| 인칭대명사 | 3                    | ∅         | ∅           | -           | aton        | -a       |
| 인칭대명사 | 4/3                  | abi       | ambi        | ambi        | -           | -        |
| 의문대명사 | 인간                 | tsuda     | tsundan     | -           | tsundan     | -        |
| 의문대명사 | 비인간               | atoda     | atondan     | atondan     | atondan     | -        |
| 의문대명사 | 한정                 | midacquid | midacquid-n | midacquid-n | midacquid-n | -        |
| 부정대명사 | 인간                 | utsi-bi   | utsi-n-bi   | -           | -           | -        |
| 부정대명사 | 비인간               | atoda-bi  | atondan-bi  | atondan-bi  | -           | -        |
| 지시대명사 | 1인칭 근칭           | nëid      | nëid-n      | nëid-n      | nëid-n      | -        |
| 지시대명사 | 2인칭 근칭           | aid       | aid-n       | aid-n       | aid-n       | -        |
| 지시대명사 | 1, 2인칭 원칭        | uid       | uid-n       | uid-n       | uid-n       | -        |

1. 1 2  노인 화자들은 간혹 ubi와 umbi 대신 ëbi와 ëmbi를 사용하기도 한다.
2. 1 2  브라질과 누에보 카시시피의 화자들은 간혹 bibi/bimbi라는 어형을 사용하기도 한다.
3. 1 2  브라질, 누에보 카시시피, 산호세 데 아뉴시 등의 화자들은 간혹 iqui라는 어형을 대신 사용한다.
4. 1 2  고어형.
5. ↑  의문대명사의 /da/는 /tsi/로 교체되기도 한다. 예) tsuda/tsutsi

### 동사 형태론
마체스어에서는 동사 하나가 하나의 절을 이루는 경우가 많다. 이는 3인칭 대명사가 생략되기 때문이기도 하지만, 매우 많은 개념이 명사 형태론이나 부사, 조동사 등이 아니라 동사 형태론에 표현되기 때문이기도 하다. 마체스어에서는 사동, 적용태(applicative voice), 재귀(reflexive), 상호(reciprocal), 수동(passive) 등의 개념을 동사 접미사로 표현한다. 또 반복, 지속 등의 상 개념이 동사 접미사로 표현되고, '다시', '거의', '불완전하게' 등의 연관 개념도 동사 접미사로 표현된다. '~하러 가다 (가서 ~하다)', '~하러 오다(와서 ~하다)', '도착하는 대로' 등의 개념을 복잡한 방향 공간 접미사 체계를 통해 표현한다. 복수성 또한 동사에 표현될 수 있다. '불확실성' 등의 인식양태와 '추론된 과거', '추측된 과거', '경험된 과거' 등의 증거성 등도 파생접미사나 굴절접미사 의미의 일부로서 표현된다. 또한 시간 부사가 존재하지만 시제의 구분이 고도로 발달해 있어 시간 부사를 사용할 필요가 줄어든다.
모든 굴절접사는 복합적인 의미를 나타내는 형태소(portmanteau morpheme)이다. 시제는 반드시 포함되고, 증거성은 과거시제 굴절에서 의무적이며, 서법(평서 vs 의문), 인식 양태(불확실성), 주어와의 인칭 일치 등이 포함될 수 있다. 일부 굴절형에서 1인칭 대명사 접어가 인칭 일치 접사를 대체할 수 있다. 동사 굴절형 뒤에 접속 접미사 -que('그래서, 왜냐하면')가 뒤따를 수 있다. 부정형(infinitive), 명사형 등의 비정형(non-finite) 접미사가 굴절접사 대신 동사에 나타날 수 있다.
동사와 다른 품사의 구분
Fleck (2003), 324쪽
동사 어근의 하위 유형
마체스어의 모든 동사는 절에 나타나야 하는 핵심 논항의 개수를 매우 엄격하게 명시한다. 자•타동사를 겸하는 동사 ("ambitransitive" or "labile")는 마체스어에 존재하지 않는다.
| 동사 유형        | 명시되는 핵심 논항 | 분포 |
| ---------------- | ------------------ | ---- |
| 자동사           |                    |      |
| (단순) 자동사    | S                  | 48%  |
| 이중 절대격 동사 | S, S               | <1%  |
| 타동사           |                    |      |
| (단일) 타동사    | A, O               | 48%  |
| 이중타동사       | A, O, O            | 3%   |

타동사-자동사 쌍
마체스어의 타동사-자동사 쌍에서는 다양한 패턴이 발견된다. 많은 (타)동사가 어휘적 사동사(lexical causative)로 분석되는데, 이는 '어휘적 적용태 동사(lexical applicative)'와 구분된다. 전자에서는 유발된 사건(caused event)이 유발하는 사건(causing event)에 완전히 의존하여 발생한다는 믿음이 표현되는 반면, 후자에서는 어떤 사건을 유발하려는 의도만이 표현된다. 이를테면 마체스어의 어휘적 적용태 동사 muaua('~에 대해서/~에게 거짓말하다')에서는 O 논항이 피동역(patient)이 아니라 영향을 받은 참여자(affected)이므로 '속이다'와 같은 사동사와 구분된다. 어휘적 사동사와 어휘적 적용태 동사의 구분은 타동사 자체의 의미에 의한 것이고, 대응하는 자동사와의 관계에 의한 구분은 아니다.
어휘적 사동사/어휘적 적용태 동사와 그에 대응되는 자동사 간의 관계는 각 동사의 핵심 논항 사이의 관계를 통해 분류할 수 있다. 가장 흔한 유형은 (i)와 (ii)이지만 다른 유형의 관계 또한 마체스어에서 나타난다.
|      | 공지시 논항 | 관계 유형                    | 영어에서의 사례             |
| ---- | ----------- | ---------------------------- | --------------------------- |
| i)   | S = O       | 사동/반사동(anticausative)   | deceive/misapprehend        |
| ii)  | S = A       | 적용태/반수동태(antipassive) | deceive/lie                 |
| iii) | S = A = O   | 재귀 혹은 상호               | bathe/bathe (someone)       |
| iv)  | S = ∅       | 공지시 없음                  | run (in race)/run (factory) |

|      | 자동사                         | 어휘적 사동사 | \| | 자동사                                | 어휘적 적용태 동사                  |
| ---- | ------------------------------ | ------------- | -- | ------------------------------------- | ----------------------------------- |
| i)   | poshque '깨지다'               | poshca '깨다' | \| | nibëd '없어지다'                      | nibën '찾다'                        |
| ii)  | besque '(닭과 같이) 땅을 긁다' | besca '쓸다'  | \| | mua '거짓말하다'                      | muaua '~에 대해서/~에게 거짓말하다' |
| iii) | taniad '스스로를 묶다'         | tane '묶다'   | \| | shucque '자기 자신에게 부채를 부치다' | shucca '(불에) 부채질하다'          |
| iv)  | 사례 미발견                    |               | \| | 사례 미발견                           |                                     |

사동 관계에서는 어휘적 사동사의 O논항이 피동역(patient)이고 대응되는 자동사의 S논항 또한 피동적(patientive) S이다. 적용태 관계에서는 어휘적 적용태 동사의 O논항이 수혜자(beneficiary) 또는 피해자(maleficiary)이고, 대응되는 자동사의 S논항은 행위주적(agentive)이다.
접미사 -tan 'V러 가다', -uan 'V러 오다'
방향접미사 -tan은 주어가 어떤 행위를 하기 위해 직시적 중심에서 멀리 이동한다는 의미를 나타낸다 ('-러 가다'). 마체스인은 화자나 청자의 행위에 대해 묘사할 때 해당 행위에 -tan 접미사가 적용되는 경우 -tan 접미사를 잘 생략하지 않는다.
접미사 V-cuidan, V-bidan '가는 길에 V하다'
접미사 -cuidan과 -bidan은 -tan과 유사하지만 동사 어근이 나타내는 행위가 수행된 후 직시적 중심으로부터의 이동이 계속된다는 의미를 나타낸다. 즉 V-cuidan은 '가다가 멈춰서 V한 뒤 계속 가다'라는 의미를 나타낸다. -bidan은 타동사 뒤에 붙고 -cuidan은 어느 동사에나 붙을 수 있다.
| isune                         | -cuidan  | -o  | -sh |
| urine                         | go.do.go | PST | 3   |
| 그는 가는 길에 소변을 보았다. |          |     |     |

| chido                                               | bed  | -bidan      | -e      | -c  |
| woman                                               | grab | go.do.go:TR | NON-PST | IND |
| 그 다음 우리는 여자를 잡고 계속 간다. [역사적 현재] |      |             |         |     |

접미사 V-cuëtsen, V-bëtsen '오는 길에 V하다'
접미사 -cuëtsen과 -bëtsen은 -cuidan과 -bidan과 반대로 주어가 취하는 이동의 방향이 직시의 중심을 향함을 나타낸다.  즉 주어가 직시의 중심에 다다르기 전에 동사 어근이 나타내는 행위를 수행한 후 직시의 중심을 향해 이동을 계속한다는 의미이다.
| chimu                                            | -cuëtsen     | -o  | -sh |
| defecate                                         | come.do.come | PST | 3   |
| 그는 여기로 오는 길에 대변을 보기 위해 멈추었다. |              |     |     |

| pe                                        | -bëtsen         | -o  | -sh |
| eat                                       | come.do.come:TR | PST | 3   |
| 그는 여기로 오는 길에 먹기 위해 멈추었다. |                 |     |     |

접미사 -cuidan, -bidan과 -cuëtsen, -bëtsen은 -tan과 -uan보다 훨씬 낮은 빈도로 쓰인다. 이들 접미사는 -tan이나 -uan에 비해 경로를 더 일관적으로 전경화(foreground)한다. -tan과 -uan은 상당히 자동적이며 문법화가 이루어진 반면 -bidan 등은 더 유표적인 어간을 만들어낸다. -tan, -uan과는 달리 -cuidan과 -cuëtsen은 동사 -nid '가다'나 -cho '오다'와는 함께 나올 수 없다.

## 참고 문헌
- Fleck, David William (2003). A grammar of Matses (Doctor of Philosophy thesis). Rice University. hdl:1911/18526.
- Fleck, David W. (2013), Panoan languages and linguistics, American Museum of Natural History Anthropological Papers, Number 99, American Museum of Natural History, doi:10.5531/sp.anth.0099, hdl:2246/6448, ISSN 0065-9452